# (60132) 1999 TN259
1999 تي أن 259 (ويعرف أيضًا باسم (60132) 1999 تي أن 259 وفق تسمية الكوكب الصغير) (بالإنجليزية: 1999 TN259)‏ هو كويكب ضمن حزام الكويكبات؛ وترتيبه 60132 من حيث الاكتشاف.
اكتُشف هذا الجُرم الفلكي بواسطة بحث لنكولن عن الكويكبات القريبة من الأرض في 9 أكتوبر 1999.

## وصلات خارجية
- (60132) 1999 TN259 في قاعدة بيانات مختبر الدفع النفاث لأجرام النظام الشمسي الصغيرة

- الاكتشاف · مخطط المدار ·  العناصر المدارية · المعلمات المادية

- (60132) 1999 TN259 على موقع ويكي سكاي: DSS2, SDSS, GALEX, IRAS, Hydrogen α, X-Ray, Astrophoto, Sky Map, Articles and images